# Aeroporto Internacional de Memphis
O Aeroporto Internacional de Memphis (IATA: MEM, ICAO: KMEM, FAA LID: MEM) é um aeroporto público localizado na cidade de Memphis, Tennessee, Estados Unidos.
O aeroporto é um dos principais hub da Delta Air Lines, com rotas para vários destinos na América do Norte. É também o centro operacional da FedEx, de modo que torna o aeroporto mais movimentado do mundo por carga aérea.

## Galeria

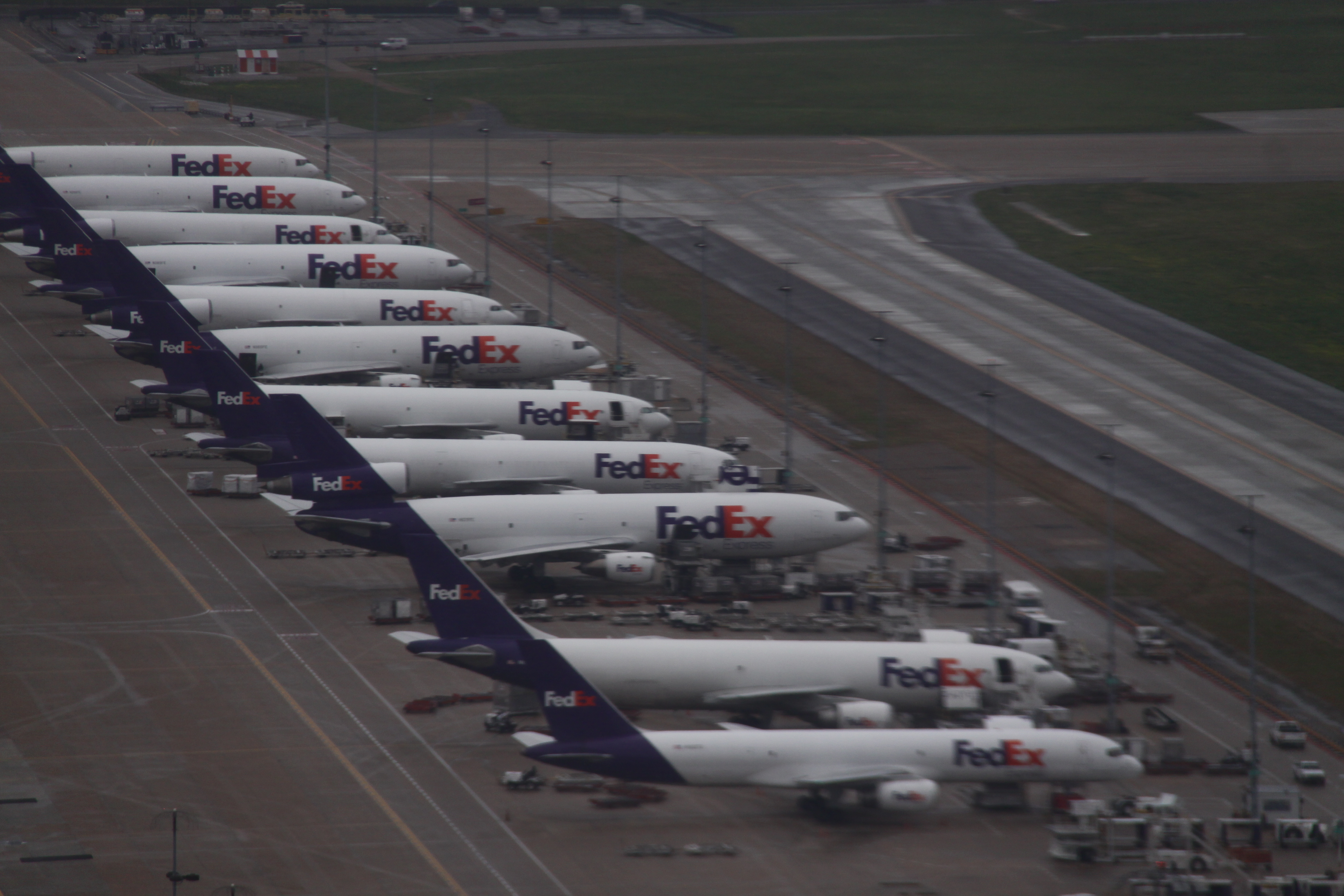
Aeronaves da FedEx no Aeroporto de Internacional de Memphis.
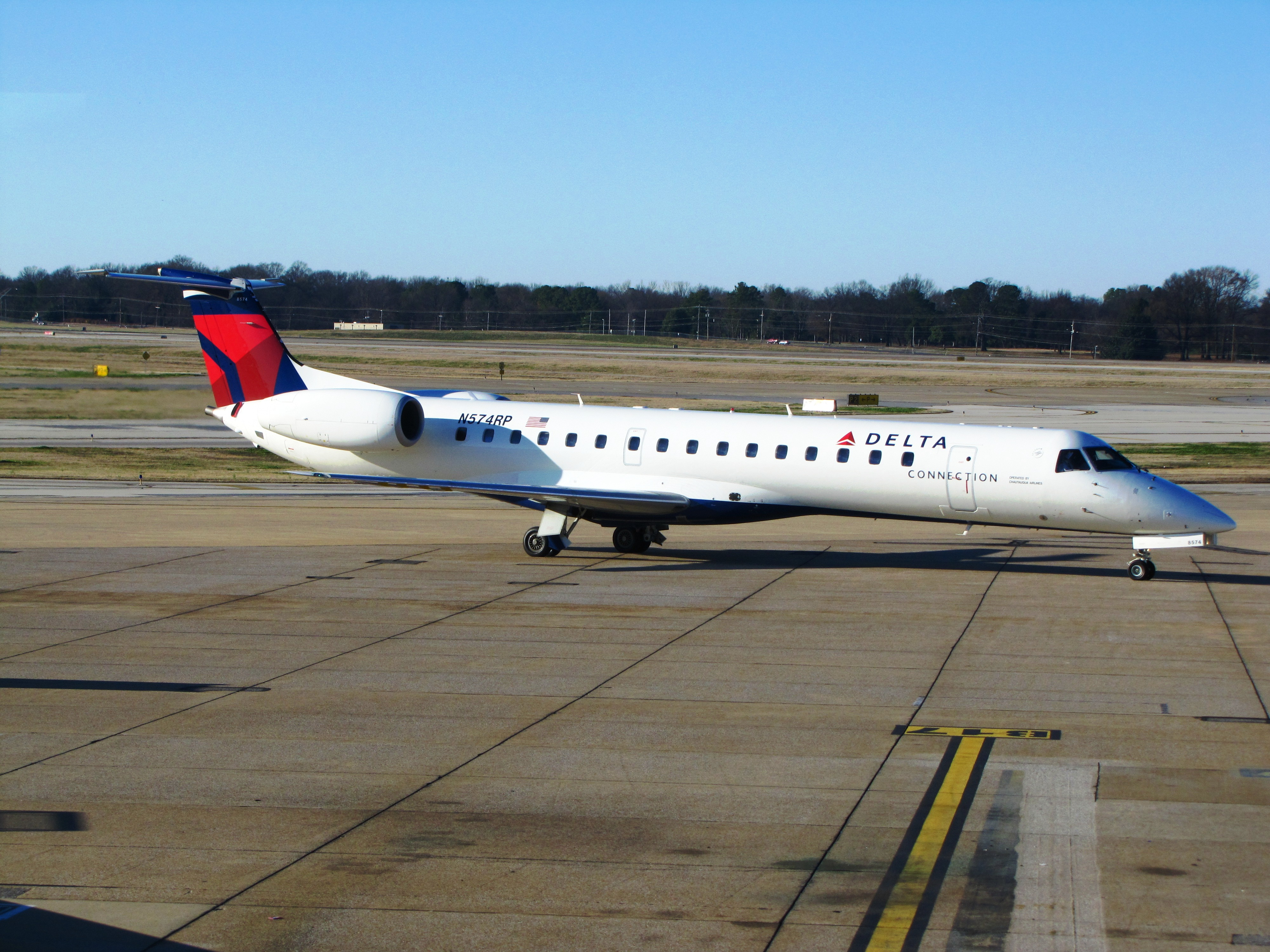
Embraer ERJ-145 da Delta no aeroporto.
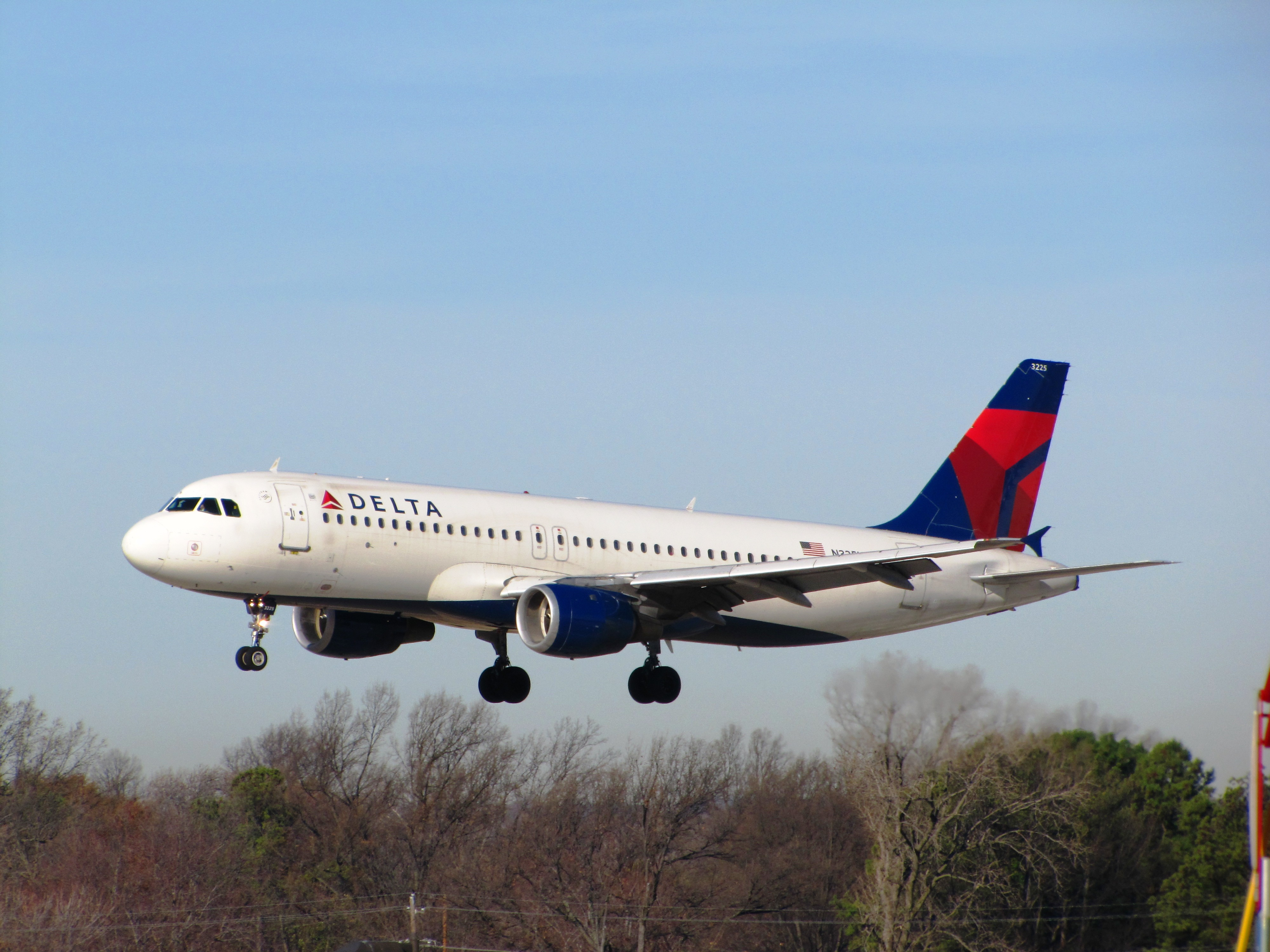
A320-200 na aproximação de pouso no aeroporto.